# 迈耶·伦敦
迈耶·伦敦（英語：Meyer London，1871年12月29日—1926年6月6日），是美国社会党的政治家、劳工律师。伦敦在1915年至1919年以及1921年至1923年期间，两度代表社会党被选为联邦众议员。他作为和平主义者在任内竭力反对美国加入第一次世界大战，同时他也对《1917年间谍法》与《1918年煽动叛乱法》都投下反对票。